# Atactorhynchinae
Atactorhynchinae is een onderfamilie in de taxonomische indeling van de haakwormen, ongewervelde en parasitaire wormen die meestal 1 tot 2 cm lang worden. De worm behoort tot de familie Neoechinorhynchidae. Atactorhynchinae werd in 1956 beschreven door Petrochenko.